# 1936-os magyar vívóbajnokság
Az 1936-os magyar vívóbajnokság a harminckettedik magyar bajnokság volt. A férfi tőrbajnokságot június 28-án rendezték meg Budapesten, a Műegyetemen, a párbajtőrbajnokságot július 5-én Budapesten, a HTVK Váci utcai vívótermében, a kardbajnokságot július 12-én Budapesten, a Nemzeti Tornacsarnokban, a női tőrbajnokságot pedig július 9-én Budapesten, a Műegyetemen.

## Eredmények
| Versenyszám          | Arany                           | Arany | Ezüst                            | Ezüst | Bronz                          | Bronz |
| -------------------- | ------------------------------- | ----- | -------------------------------- | ----- | ------------------------------ | ----- |
| Férfi tőrvívás       | dr. Bay Béla BEAC               |       | Hátszegi József Honvéd Tiszti VK |       | Hátszegi Ottó Honvéd Tiszti VK |       |
| Férfi párbajtőrvívás | Borovszky Jenő Honvéd Tiszti VK |       | Dunay Pál BBTE                   |       | dr. Bay Béla BEAC              |       |
| Férfi kardvívás      | Gerevich Aladár MAC             |       | Rajcsányi László MAC             |       | Kovács Pál Honvéd Tiszti VK    |       |
| Női tőrvívás         | Elek Ilona Detektív AC          |       | Bogáthy Erna BEAC                |       | Vargha Ilona Detektív AC       |       |